# Chetogena setosaria
Chetogena setosaria är en tvåvingeart som först beskrevs av Charles Howard Curran 1940.  Chetogena setosaria ingår i släktet Chetogena och familjen parasitflugor. Inga underarter finns listade i Catalogue of Life.